# 娼妓

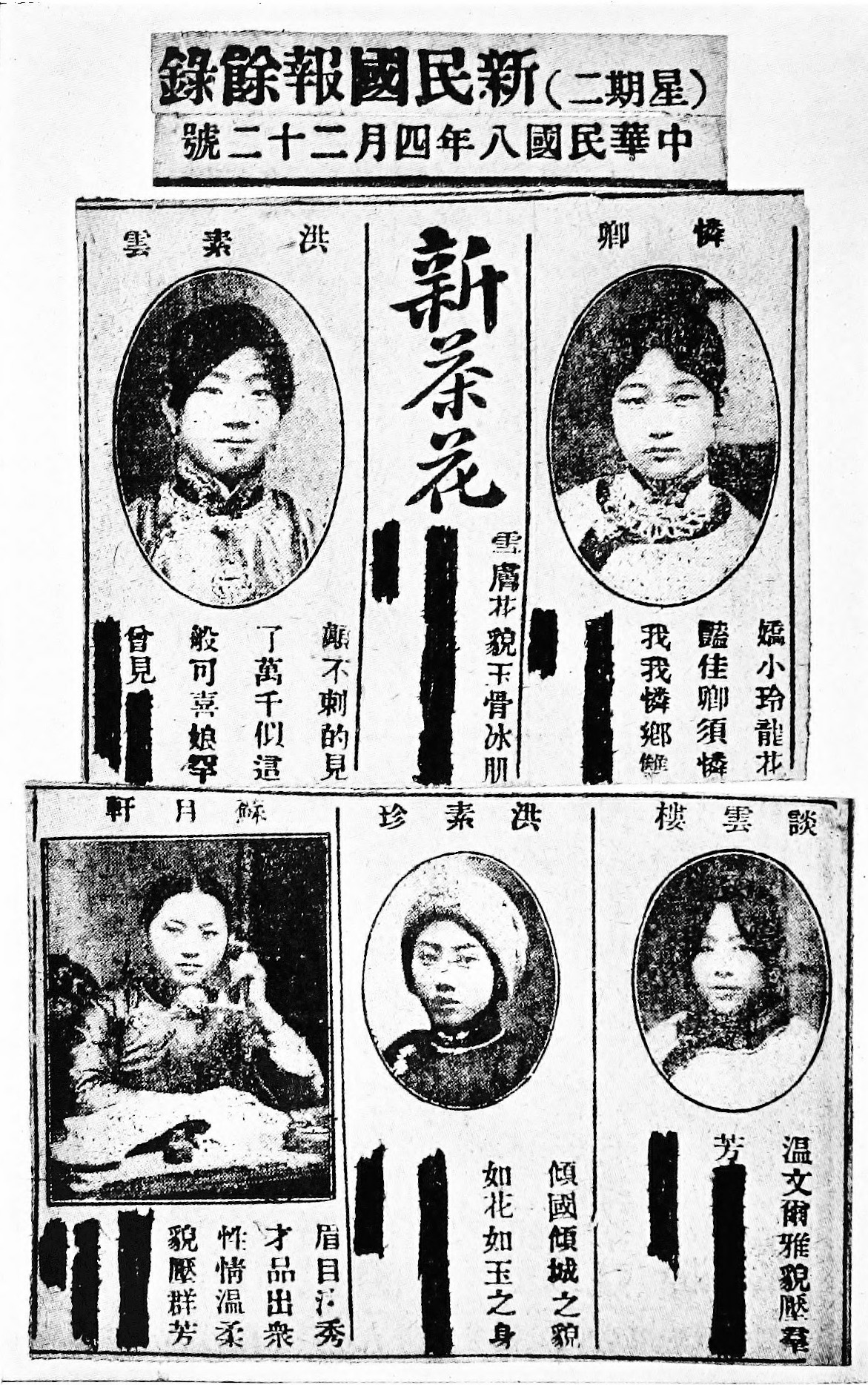
民國初年新民國報妓女廣告

娼妓，又稱娼婦、妓女、娼婆、窯姐、小姐、公关或「雞」，一種以提供陪伴活动及娛樂（其目的可能包括肉體上或精神上的滿足）為主的行業。
傳統上娼妓和歌妓分指兩種不同的工作，歌妓也称歌伎，相当于现代意义上的艺妓和交际花。歌妓主要提供精神层面的文艺娱乐服务，工作以奉客陪酒、表演歌舞杂技、吟詩作對、風花說月、談天說地為主，服务者通常也需有比一般服务员更高的藝術和文化修養。同时拥有一定的话语权，可能与某位被服務者产生一种同居的情人关系，古代知名歌妓多屬此種，服务对象也大多是社会名流和文人；娼妓又称肉妓，指纯粹提供性服務的性工作者，地位也远远低于歌妓，服务对象是任何付钱的嫖客。近代以來娼妓一詞多僅指提供性服務的女性性工作者。

## 娼妓行业相关人物称呼
中国傳統叫法，妓院的女性負責人称为“老鴇”，提供賣淫服務的行為被稱為「賣身」、「賣春」、「賣淫」。惠顧娼妓服務的人士被称为“嫖客”、“狎客”，惠顧賣淫服務的行為被稱為「嫖娼」「逛窯子」、「買春」。促成性工作者与被性服務者之間交易的中間人称为“皮条客”，迫使妻子从事卖淫工作的男人被称为「娼夫」，迫使女兒從事賣淫工作的被稱為「娼父」 ，在妓院中從事雜務工作的男人被称为「龟公」、「大茶壺」，载送娼妓去往賣淫目的地的人被称为“马伕”，娼妓所生的兒童被称为“弟子孩儿”、“彘子孩儿”。
宋代的「小姐」稱呼也可指妓女，此叫法一直沿留到現代。如《夷堅三志》己卷四《傅九林小姐》裡說傅九「與散樂林小姐綢繆」，即今日之酒家女或舞女。出眾美妓稱「行首」、「行頭」。稱女孩是「娘子」，一般官員或有錢人家的女兒稱「小娘子」或「女娘子」，歐陽修《答連郎中》：「承賢郎、小娘子見過」。

### 广东
舊日廣東人對称娼妓为老举，亦稱「老舉乸」、「老舉婆」。妓院亦有稱為「老舉寨」。此詞的由來有多種說法，其一是依照「舉」字的字義，「舉」字乃是「沒收其財貨」的意思，因此，老舉就是形容手段老到的沒收財貨者。
一說為「老舉」是「老妓」與「舉人」兩個辭彙混合而成。。一說是客家話的「舉」與「妓」同音，老舉為老妓的音訛。也有說是「舉」與「鋸」的粵音相近，因為用久了老鋸，鋸齒會漸漸磨平，變成「無齒」，諧音「無恥」，意思即是無恥的人。
一說自晚清始，北京、上海等地出現由嫖客開出點名要妓女出局的「局票」，妓女由「老龜奴」（妓寨中男僕役）舉起扛在肩上，送往嫖客之處，廣州人稱為「老舉」，老舉一詞遂成為娼妓的代稱。
更有一說老舉是娼妓進行交易時兩腿高舉之形態而來。

## 歷史
据史家研究，各大文明古国的娼妓都发源于宗教儀式。最早流行于古巴比伦，古巴比伦不同地位的女子，不管尊卑贵贱，都必须在神庙里当一段时间的庙妓，在神庙里贡献自己的贞操，以示对神的虔诚。中国殷商时期，也有一群类似“宗教卖淫”的女子，名字叫巫娼，她们借着与神灵相通的名义，通过妖艳的外表，能够魅惑男子。後來這些娼妓開始世俗化，變成以表演、陪侍客人為業。古代的女性艺人不一定提供性服務，有些藝妓或歌妓專門為客人彈唱、獻藝。唐代著名女詩人薛濤出身官宦世家，其父病亡，便入樂籍，“言语巧偷鹦鹉舌，文章分得凤凰毛”，後來元稹、白居易、杜牧都是她的貴賓，日後被稱為“校書”。诗人王建有《寄蜀中薛涛校书》詩：“萬裏樓臺女校書，琵琶花下閉門居，掃眉才子知多少，管領春風總不如。”《全唐诗》收薛涛诗八十九首。宋朝文人柳永一生都在歌楼舞馆中与歌妓唱和，大部分的词诞生在歌妓笙歌之中。，柳永晚年窮愁潦倒，在潤州去世時一貧如洗，是众多歌妓集資營葬。
近代以來的妓女仍有分等級，書寓是上海最高級的妓女，也叫詞史、校書。長三是與書寓同等級的高級妓女，但不避諱性交易。至於下等妓院的妓女為求生意，多當街拉客，許多文人礙於面子亦避之唯恐不及。清末戰亂頻仍，難民多避難租界，同治年間上海租界的妓院達千餘家。妓女從業的原因大多為經濟貧困，也有很多是因為被販賣人口進入妓院，或有妓院收留女性孤兒培養成為性工作者。妓院也有供應瓜果、茶水，稱為「打茶圍」，召妓侍座侑酒稱「叫局」，打麻將稱「碰和」。
明朝文人屠隆经常嫖娼，最终死于花柳病。俄羅斯文学家托尔斯泰年輕時常去妓院，他在1847年的日记记录“染上了淋病”，正在接受治疗，水银的副作用让他承受著说不出的痛苦。歐洲短篇小說之王莫泊桑（Guy de Maupassant）也是妓院常客，他的小說〈泰利葉之家〉（La Maison Tellier）便是以妓院為題材，由於縱情聲色，莫泊桑因此染上梅毒，導致其精神失常，于1893年在精神病院割喉了結一生。至於高級妓女接待客人也分等級，身份不高也進不了場子，若想一親芳澤，可謂難上加難。高級妓女對象多為文人或權貴，但其身份仍受外界歧視，即便兩廂有情，礙於被社會傳統價值觀歧視最終也很難相愛成婚。“閉門羹”的典故則是來自於唐代名妓史鳳，馮贄《雲仙雜記》引《常新錄》：“史鳳，宣城妓也。待客以等差……下列不相見，以閉門羹待之。”
東亞过去的娼妓正式开始卖淫的通過儀禮稱為梳攏，本來是女性的成人禮笄禮的別稱。對於娼妓來說，梳攏不但代表成年，還表示已經可以正式接客，包括出賣初夜。

## 現狀
近代至現代除了開通明義進行性工作的性工作者外，還有些女性人士從事陪侍工作，如伴舞的舞女、卡拉OK夜總會的伴唱、夜總會的坐檯小姐等，這些人士未必會與客人發生性關係，但有時陪侍客人時會容許客人撫摸其肢體作為娛樂。

## 社會地位
由於世界上多數社會的傳統價值觀認為女性人士不應當以出售性交機會予男性人士或出售以滿足男性非性交性需求的接觸機會作為工作，因此當女性人士從事需要與男性人士進行過多接觸、陪伴的服務行業，無論「賣身」與否，均會被某些社會人士歧視。

### 引用
1. ↑  娼夫 （页面存档备份，存于），汉典
2. ↑  弟子孩儿，汉典
3. ↑  赵翼《陔余丛考·小姐》：“今南方縉紳家女多称小姐，在宋时则闺阁女称小娘子，而小姐乃贱者之称耳。”梁章钜《称谓录·倡》：“按《履园丛语》，吴门称妓女曰小姐。形之笔墨，或称校书，或称录事。有吴兴书客钱景开者，常在虎丘开书铺，能诗，尤好狭邪。花街柳巷每经其品题甲乙，多有赠句。袁简斋先生每邀景开为狎友，命之曰小姐班头。”
4. ↑  《鄂国金佗续编》卷２７
5. ↑  国晶. .
6. ↑  劉天賜. . 俗語趣談齊齊講 香港電台網站. 2003-01-27  [2011-02-05]. （原始内容存档于2013-09-26）.據石人《廣東話趣譚》引《周禮‧地官》
7. ↑  吳昊. . 香港: 次文化堂. 2010: 第47–49頁  [2011-04-17]. ISBN 9789629922498.引袁枚《隨園詩話》:偶閱唐人《七里志》，方知唐人以老妓為「都知」，分管諸姬，使召見諸客......有鄭舉人者，為「都知」，狀元孫偓，頗惑之，盧嗣業贈詩云:未識都知面，先輸劇罰錢！。廣東有『老舉』之名殆從此始。
8. ↑  劉鎮發. .   [2017-08-02]. （原始内容存档于2021-01-15）.
9. ↑  . 南方都市報 廣州舊聞. 2007-12-17  [2011-02-05]. （原始内容存档于2013-09-27）.
10. ↑  阿杜. . 文匯報. 2005-02-04  [2011-02-05]. （原始内容存档于2019-10-04）.
11. ↑  . 凤凰历史. 2013-10-15  [2014-10-26]. （原始内容存档于2019-07-19）.
12. ↑  元稹《寄赠薛涛》：“锦江滑腻峨眉秀，幻出文君与薛涛。言语巧偷鹦鹉舌，文章分得凤凰毛。纷纷词客皆停笔，个个公侯欲梦刀。别后相思隔烟水，菖蒲花发五云高。”
13. ↑  何光远《鉴戒录》谓: “自韦皋镇成都日，令入乐籍，呼为女校书。”陳振孫《直齋書錄解題》卷十九云：“號薛校書，世傳奏授，恐無是理，殆一唐文拔萃，公侯皆欲往成都任職。”
14. ↑  張舜民《畫墁錄》載：晏殊斥柳永“彩線慵拈伴伊坐”乃俗艷之詞。
15. ↑  叶梦得《避暑录话》卷下记载：“永终屯田员外郎，死旅，殡润州僧寺。王和甫为守时，求其后不得，乃出钱葬之。”
16. ↑  祝穆《方輿勝覽》記載：“柳永卒於襄陽，死之日，家無餘財，群妓合資葬於南門外。每春日上塚，謂之‘吊柳七’。”
17. ↑  徐珂《清稗類鈔·娼妓類》，卷三十八云：“論滬妓之差等，輒曰書寓、長三、么二，是固然矣。”
18. ↑  陳其元《庸閒齋筆記》：“娼寮妓館，趁風駢集，以洋人為護符……余攝縣事時，欲稍稍裁抑之，而勢有不能，嘗飭洋租地保密稽之。蓋有名數者，計千五百餘家，而花煙館及鹹水妹、淡水妹等等，尚不與焉。”
19. ↑  .   [2024-01-25]. （原始内容存档于2024-04-13）.
20. ↑  《莫泊桑的生命悲歌》，顏坤琰，《世界文化》2003年第4期

## 延伸阅读
[在维基数据编辑]
 《欽定古今圖書集成·博物彙編·藝術典·娼妓部》，出自陈梦雷《古今圖書集成》

## 外部連結
- 舊時北韓的“妓生”
- 服务于皇帝 掀开中国古代官妓的神秘面纱(图)
- 佛关于居士应该远离淫女(妓女)的重要开示 （页面存档备份，存于）